# آنالیز شیمیایی اکتا
آنالیز شیمیایی اکتا یک مجله علمی است که از سال ۱۹۴۷ به چاپ رسیده و شامل تحقیقات اصلی و بررسی‌های مربوط به جنبه‌های اساسی و کاربردی شیمی تجزیه است.